# Pamela Hayden
Pamela Hayden, född 28 november 1953 i USA, amerikansk skådespelare som är mest känd från TV-serien Simpsons. Där gör hon rösterna till bland andra Milhouse Van Houten, Jimbo Jones och Rod Flanders.

## Fotnoter
1. ↑  Internet Movie Database, IMDb-ID: nm0370789co0047972, läst: 11 januari 2016.[källa från Wikidata]
2. ↑  Česko-Slovenská filmová databáze, 2001, ČSFD person-ID: 289785.[källa från Wikidata]